# Poslední cigareta v životě
Poslední cigareta v životě (v anglickém originále Last Cigarette Ever) je jedenáctá epizoda páté řady amerického seriálu Jak jsem poznal vaši matku. V USA byla premiérově vysílána 14. prosince 2009.

## Hrají
- Josh Radnor (Ted Mosby)
- Cobie Smulders (Robin Scherbatská)
- Jason Segel (Marshall Eriksen)
- Alyson Hanniganová (Lily Aldrin)
- Neil Patrick Harris (Barney Stinson)
- Ben Koldyke (Don Frank)
- Bob Odenkirk (Arthur Hobbs)

## Děj
V roce 2009 Robin moderovala ranní vysílání. Vysílalo se hodně brzy. Bylo to tak brzy, že kameraman usnul za kamerou. 
Po vysílání se Robin přišel představit její nový spolupracovník Don Frank, zkušený moderátor a legenda v oboru. Ted si myslí, že se Robin líbí, ta mu to ale vymluví, myslí si, že jim to jen půjde spolu v práci.
Pak odchází na střechu „jen tak stát“…vlastně dát si cigaretu.
Robin si totiž dopřávala občasnou cigaretu. Občas ta občasná cigareta byla víc než jen občasná, například u snídaně, při čištění zubů, při cvičení a posilování. Barney to komentoval slovy: a s něčím takovým jsem chodil. Marshall je toho názoru, že je to hrozný zlozvyk a pak Robin požádá o cigaretu. Marshal měl první cigaretu ve třinácti letech na kempování v Minnesotě. Tehdy řekl, že je to jeho první a poslední cigareta v životě…
A byla to první z mnoha, mnoha posledních cigaret v životě, stejně jako v roce 2006,2007 a 2008 Takže když v roce 2009 požádal Robin o cigaretu, zase to byla poslední cigareta v životě. Marshall je  vystresovaný, protože v práci najali nového šéfa, který má propouštět zaměstnance. Arthur Hobbes je bývalý Marshallův šéf a když měli naposled konflikt, dopadlo to tak, že  Marshal dal výpověď. Arthur si ho ale nepamatuje, a plete jeho jméno.
Marshall říká, že pokud nevykouří 3 cigarety během 24 hodin, nezačne být závislý. Problém by nastal, kdyby to zjistila Lily. Marshall má „systém“. Tento systém spočívá v tom, že kouří skoro nahý, následně se dlouho sprchuje, ještě delší dobu si čistí zuby i jazyk, šplíchá na sebe voňavku, a i přes to všechno, když přijde za Lily, první co Lily řekne je, že kouřil.
Robin se těší na další den ráno, kdy měla vysílat s opravdovým profesionálem. Její očekávání se ale nenaplnilo. Don úmyslně kazí zprávy a nemá na sobě kalhoty. 
Marshall v práci zatouží po cigaretě, aby se toho pocitu zbavil, jde na čerstvý vzduch, kde potká kouřícího šéfa. V přesvědčení že mu to pomůže v práci, si s ním zapálí. A to byla Marshallova třetí cigareta za den. Po cestě domů si koupí krabičku i  zapalovač.  Lily ho požádá, aby jí obě věci dal, a poté si sama zapálí.
Robin píše žádost starostovi, aby přijel na rozhovor do ranní show.  Don jí přesvědčuje, že nepřijede. Při cigaretě s Lily a Marshallem před barem na ulici, si Robin stěžuje, že Don je otravný, když říká, že se na její show nikdo nedívá. Uvnitř baru sedí Ted s Barneym a stěžují si, že ostatní jsou venku a kouří. Podle Teda to partu rozděluje na kuřáky a nekuřáky a pak si jdou oba zapálit. Barney o sobě říká, že je kuřák jen v jistých situacích: po sexu, když je s Němci (někdy se to překrývá), při sexu, narozeniny (aby naštval mámu), před sexem, na rybářské lodi, každý rok v den, kdy Mets ztrácejí teoretickou šanci na postup a při těhotenské panice.  Na otázku proč kouří teď, odpoví, že má před sexem pořád.
Během týdne nastal zlomový bod. Lily bolí v krku, kašle a má chraptivý hlas. Ted po vylezení schodů je zpocený a nemůže popadnout dech.  Barney je v šoku, když zjistí, že si propálil kravatu.  Marshall volá záchranku, když jeho šéf dostane při kouření infarkt. 
Když všichni kouří na střeše domu, říkají si, že musí přestat kouřit. Marshall by se rád vrátil do doby kdy mu bylo 13 a nafackoval by si. Ted navrhne, aby všichni přestali kouřit najednou.  Robin odmítá. Jakmile řekne, že její práce je stresující, ostatní si chtějí zase zapálit, ale Ted jim to zakáže. Podle Teda se musí dostat přes prvních 24 hodin a pak je to hračka.
O 26 hodin později se Barney pokouší  z konečků prstů vysát zbylý nikotin, všichni jsou protivní a na stole leží hromada jídla. Pro Robin to také není jednoduché, je v práci a chystá se na rozhovor se starostou.  Začne Dona urážet, a když jí Don řekne, že to starosta zrušil, Don si chce zapálit v přímém přenosu. Robin je v pokušení, ale nezapálí si, protože se dozví, že její přátelé se dívají, a jestli si zapálí tak začnou zase kouřit. Robin si nezapálí, všichni jsou rozhodnutí, že kouřit nebudou, a pak se seberou a jdou si na střechu zapálit. 
Robin za nimi přijde z práce a společně zapálí „poslední cigaretu v životě“.
Všichni na chvíli přestali kouřit, ale nebyla to ničí poslední cigareta. Nakonec se všem podařilo přestat doopravdy. Robin v červnu 2013, Barney v březnu 2017, Lily, když se snažila otěhotnět, Marshall  v den, kdy se mu narodil syn, a Ted dva týdny předtím než začal chodit se svojí budoucí ženou.